# Hilara albitarsis
Hilara albitarsis är en tvåvingeart som beskrevs av Roser 1840. Hilara albitarsis ingår i släktet Hilara och familjen dansflugor. Arten är reproducerande i Sverige. Inga underarter finns listade i Catalogue of Life.